# Tyler Dorsey
Tyler Quincy Dorsey (en griego Τάιλερ Κουίνσι Ντόρσεϊ, Pasadena, California, 18 de febrero de 1996) es un baloncestista estadounidense, nacionalizado griego, que pertenece a la plantilla del Olympiakos B. C. de la A1 Ethniki. Con 1,96 metros de estatura, juega en la posición de escolta.

## Trayectoria deportiva

### Primeros años
Jugó sus tres primreros años de secundaria en el St. John Bosco High School de Bellflower (California), pero el último fue transferido al Maranatha High School de su ciudad natal, donde esa temporada promedió 34 puntos, 10,4 rebotes, 3,7 asistencias y 1,9 robos de balón por partido, finalizando en dobles figuras en los 30 partidos que disputó, sobrepasando los 30 puntos en 20 de ellos.
A pesar de ser elegido el mejor jugador número 23 de su edad, no fue seleccionado para disputar en McDonald's All-American Game. Inicialmente tuvo la intención de cursar sus estudios universitarios en Arizona, pero finalmente se decantó por la Universidad de Oregón.

### Universidad

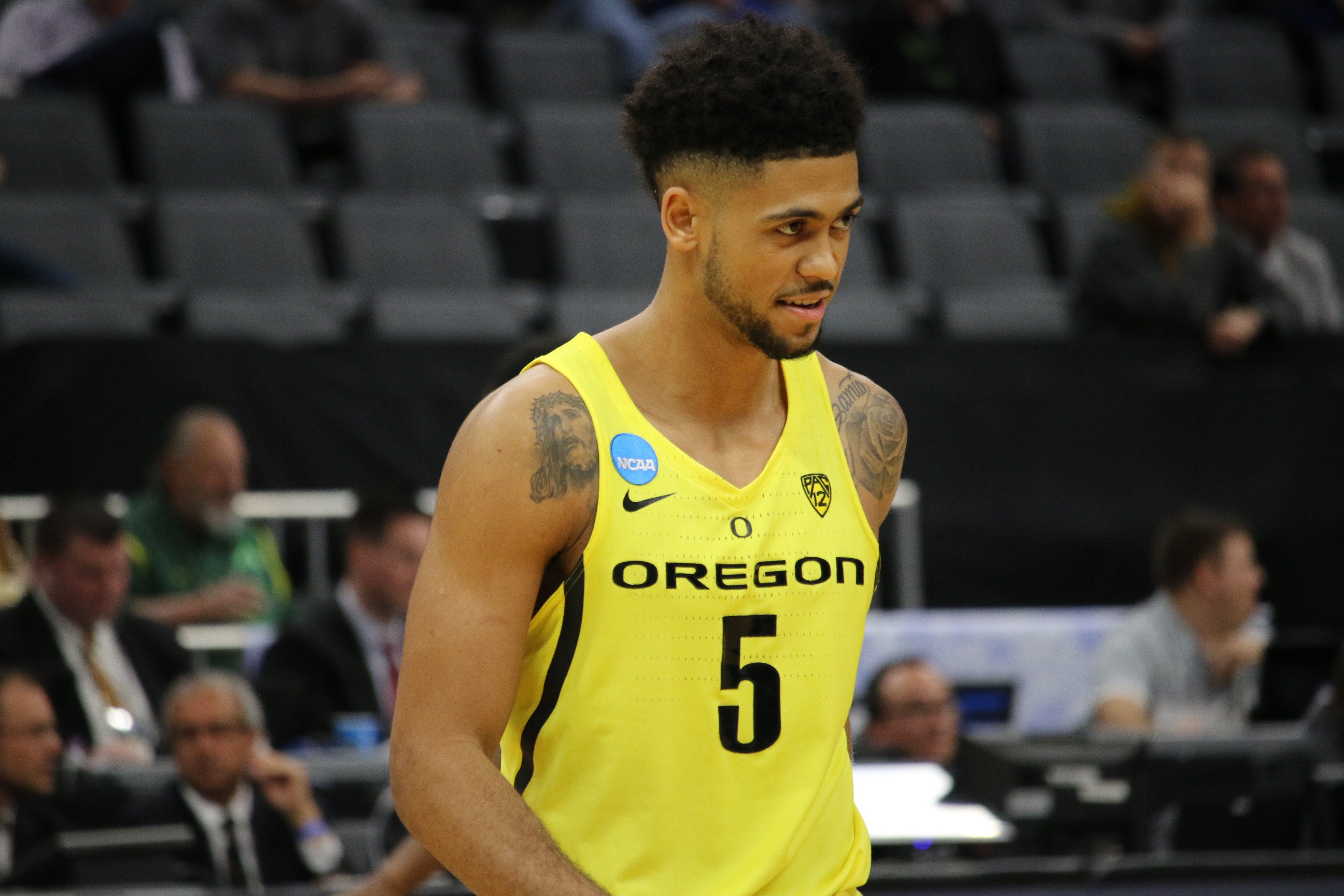
Dorsey con Oregón en 2017.

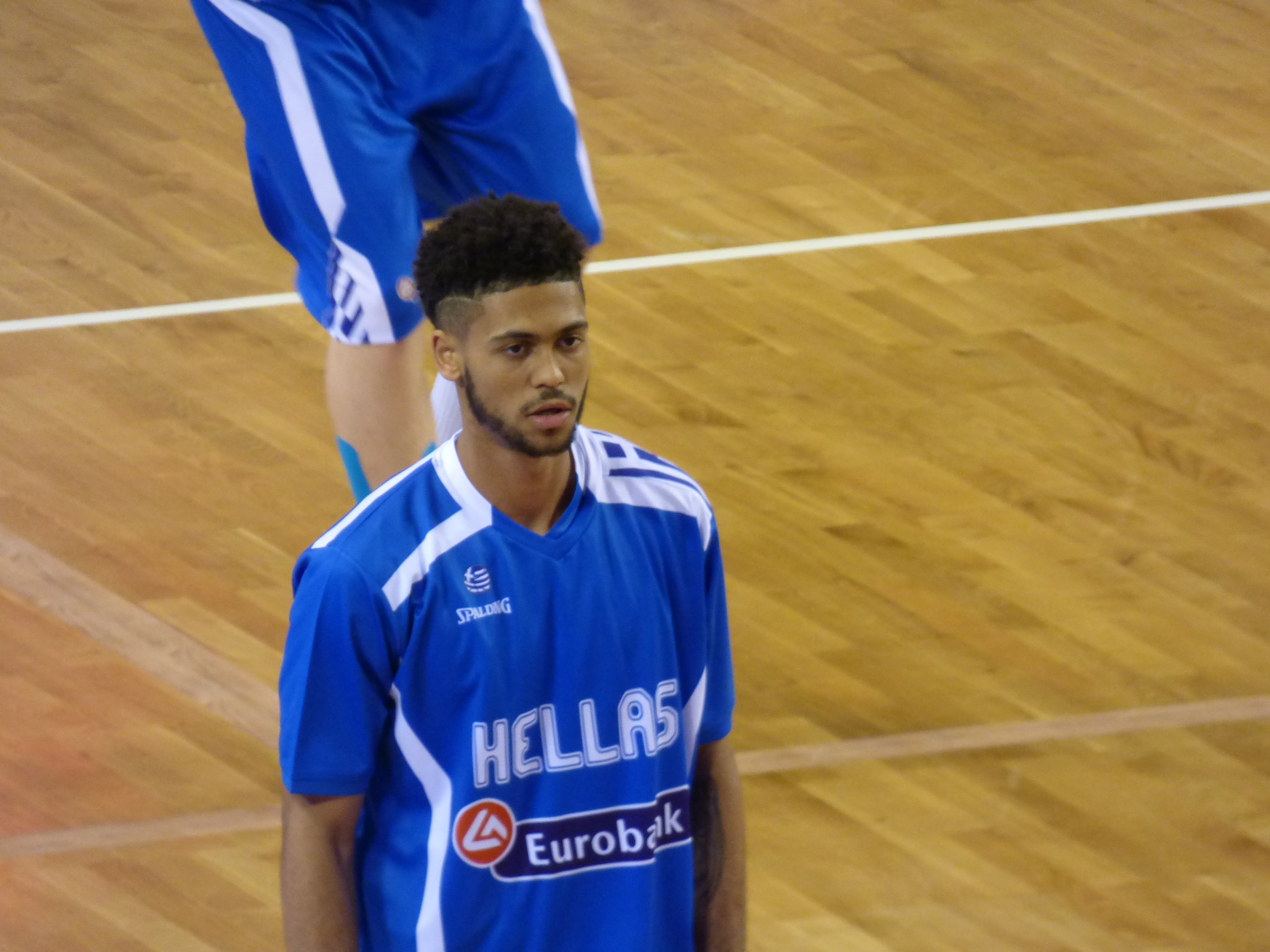
Tyler Dorsey con la selección griega Sub-19 en 2015.

Jugó dos temporadas con los Ducks de la Universidad de Oregón, en la que promedió 14,1 puntos, 3,9 rebotes y 1,8 asistencias por partido, En su primera temporada fue incluido en el mejor quinteto de novatos de la Pac-12 Conference, y también en el mejor quinteto del torneo, algo que repetiría al año siguiente, en el torneo de 2017 en el que alcanzaron la final four en la que cayeron ante los finalmente campeones, North Carolina.

#### Estadísticas
| Año     | Equipo | PJ | PT | MPP  | %TC  | %3P  | %TL  | RPP | APP | ROB | TPP | PPP  |
| ------- | ------ | -- | -- | ---- | ---- | ---- | ---- | --- | --- | --- | --- | ---- |
| 2015–16 | Oregon | 36 | 35 | 30.1 | .441 | .406 | .712 | 4.3 | 2.0 | .8  | .2  | 13.4 |
| 2016–17 | Oregon | 39 | 39 | 30.0 | .467 | .423 | .755 | 3.5 | 1.7 | .8  | .1  | 14.6 |
| Total   | Total  | 75 | 74 | 30.0 | .455 | .416 | .732 | 3.9 | 1.8 | .8  | .1  | 14.1 |

### Profesional
Fue elegido en la cuadragésimo primera posición del Draft de la NBA de 2017 por los Atlanta Hawks, equipo con el que firmó por dos temporadas.
El 7 de febrero de 2019, es traspasado a los Memphis Grizzlies a cambio de Shelvin Mack. Fue asignado a los Memphis Hustle, debutando al día siguiente. Llegó a disputar 21 encuentros con el primer equipo, 11 de ellos como titular. 
El 17 de agosto de 2019, firma con el Maccabi Tel Aviv de la Israeli Premier League por una temporada, y renovando por otra más al término de la misma. Allí gana dos ligas consecutivas.
El 23 de agosto de 2021, firma por el del Olympiakos B. C. de la A1 Ethniki por una temporada. Allí gana la liga y la copa, siendo MVP de la final.
En julio de 2022 regresa a la NBA al fichar por los Dallas Mavericks, con un contrato dual de un año. Pero tras únicamente tres encuentros con Dallas y otros tantos el filial, el 26 de diciembre es cortado. El 7 de enero de 2023, es readquirido por los Texas Legends, jugando en la G League hasta el 25 de febrero.
El 1 de marzo de 2023, firma un contrato con el Fenerbahçe Beko de la Basketbol Süper Ligi turca, hasta 2025.
El 30 de junio de 2024, Dorsey firmó un contrato de tres años con el Olympiacos, regresando al club después de dos temporadas.

### Selección nacional
Dorsey fue preseleccionado con Estados Unidos Sub-18 en 2014, pero fue finalmente cortado. 
Al año siguiente, antes del Campeonato Mundial de Baloncesto Sub-19 de 2015, fue invitado por la selección griega, dada su doble nacionalidad. Disputó el campeonato donde llevó al equipo a semifinales, siendo incluido en el mejor quinteto del campeonato tras promediar 15,9 puntos y 5 rebotes por partido.
En junio de 2016, fue convocado por primera vez con la selección absoluta griega, en la preselección de 16 jugadores antes del preolímpico de Turín para la clasificación de los Juegos Olímpicos de Río de Janeiro, pero fue finalmente uno de los dos últimos cortes antes del campeonato.
En septiembre de 2022 disputó con el combinado absoluto griego el EuroBasket 2022, finalizando en quinta posición.

## Estadísticas de su carrera en la NBA

### Temporada regular
| Año     | Equipo  | PJ  | PT | MPP  | %TC  | %3P  | %TL  | RPP | APP | ROB | TPP | PPP |
| ------- | ------- | --- | -- | ---- | ---- | ---- | ---- | --- | --- | --- | --- | --- |
| 2017-18 | Atlanta | 56  | 5  | 17.4 | .377 | .362 | .714 | 2.3 | 1.4 | .3  | .1  | 7.2 |
| 2018-19 | Atlanta | 27  | 0  | 9.3  | .360 | .256 | .615 | 1.6 | 0.6 | .3  | .0  | 3.3 |
| 2018-19 | Memphis | 21  | 11 | 21.3 | .429 | .366 | .629 | 3.3 | 1.9 | .3  | .0  | 9.8 |
| 2022-23 | Dallas  | 3   | 0  | 2.7  | .800 | .500 | –    | .7  | .0  | .0  | .0  | 3.0 |
| Total   | Total   | 107 | 16 | 15.7 | .392 | .351 | .669 | 2.3 | 1.3 | .3  | .1  | 6.6 |